# لارک ان سیل
لارک ان سیل (انگلیسی: L'Arc-en-Ciel؛ در فرانسوی به معنای «رنگین‌کمان») یک گروه موسیقی راک ژاپنی است که در سال ۱۹۹۱ و در اوساکا بنیادگذاری شده‌است. با فروش ۴۰ میلیون آهنگ، لارک ان سیل نخستین گروه ژاپنی بود که در مدیسن اسکوئر گاردن اجرا می‌کرد.